# Luttrell
Luttrell és una població dels Estats Units a l'estat de Tennessee. Segons el cens del 2000 tenia 915 habitants.

## Demografia
Segons el cens del 2000, Luttrell tenia 915 habitants, 352 habitatges, i 273 famílies. La densitat de població era de 89,9 habitants/km².
Dels 352 habitatges en un 34,1% hi vivien nens de menys de 18 anys, en un 61,9% hi vivien parelles casades, en un 11,6% dones solteres, i en un 22,4% no eren unitats familiars. En el 20,7% dels habitatges hi vivien persones soles el 9,7% de les quals corresponia a persones de 65 anys o més que vivien soles. El nombre mitjà de persones vivint en cada habitatge era de 2,55 i el nombre mitjà de persones que vivien en cada família era de 2,93.
Per edats la població es repartia de la següent manera: un 25,4% tenia menys de 18 anys, un 8,5% entre 18 i 24, un 29,3% entre 25 i 44, un 23,3% de 45 a 60 i un 13,6% 65 anys o més.
L'edat mediana era de 37 anys. Per cada 100 dones de 18 o més anys hi havia 90,3 homes.
La renda mediana per habitatge era de 20.766 $ i la renda mediana per família de 22.875 $. Els homes tenien una renda mediana de 23.269 $ mentre que les dones 17.438 $. La renda per capita de la població era de 10.203 $. Entorn del 22,3% de les famílies i el 26,3% de la població estaven per davall del llindar de pobresa.

## Poblacions més properes
El següent diagrama mostra les poblacions més properes.